# Гильгамеш и Гора Бессмертного
Гильгамеш и Гора Бессмертного (Гильгамеш и Страна живущего, Гильгамеш и Хувава; шум. En-e Kur-lu-ti-la-se — дословно «Гора человека живого [жизни]» или «Страна человека живого [живущего]») — условное название героико-мифологической шумерской поэмы, созданной до XXVIII века до н. э. В поэме повествуется о походе царя Урука Гильгамеша к исполину Хуваве, который защищал священные кедры. Данное произведение послужило основой для одной из частей «Эпоса о Гильгамеше».

## Сюжет
Героем поэмы является царь Урука Гильгамеш, который понимает, что его смерть уже близка. Желая «возвысить своё имя», он решает отправиться в «Страну живых», желая похитить находящиеся там священные кедры и доставить их в Урук. Его слуга Энкиду, к которому Гильгамеш обратился за советом, предложил для начала получить одобрение у бога солнца Уту. После принесённой ему жертвы Уту, хотя и не сразу, но проникается сочувствием к Гильгамешу и решает ему помочь, обезвредив 7 демонов, которые олицетворяют стихии и которые могут помешать Гильгамешу при переходе через горы.
Набрав в Уруке 50 спутников, Гильгамеш вооружает их и направляется в поход, сумев преодолеть с помощью Уту 7 горных хребтов. При спуске с 7 хребта возникают какие-то проблемы, в результате чего Гильгамеш погружается в глубокий сон, из которого пробудился с большим трудом. Недовольный промедлением, Гильгамеш поклялся, что его ничто не остановит на пути к Стране живых. Хотя Энкиду предупреждает его о том, что священные кедры сторожит страшное чудовище по имени Хувава, которое уничтожает всех, кто к нему приходит, Гильгамеш решает продолжить путешествие и убеждает Энкиду сопровождать его.
Когда Гильгамеш достиг кедров, Хувава попытался обратить его в бегство. Позже между ними происходит поединок. Хувава просит пощадить его, и, хотя Гильгамеш склонен сделать это, Энкиду, опасаясь чудовища, настаивает на его убийстве. В итоге Гильгамеш и Энкиду отрубают голову Хуваве и относят его тело Энлилю и богине Нинлиль.
Конец поэмы не сохранился. 
Переработанная версия поэмы «Гильгамеш и Гора живых» в конце первой половины третьего тысячелетия до н. э. была включена в состав аккадской поэмы, известной как «Эпос о Гильгамеше» (песни IV и V). Вероятно не сохранившееся окончание поэмы соответствует VII песне «Эпоса», в которой говорится о проклятии, наложенном на Энкиду богом Элилем, который поручал в своё время Хуваве охранять кедровый лес, а также описание болезни, смерти и погребении Энкиду.

## Исследования и публикации
Поэма впервые под названием «Гильгамеш и Страна живых» (англ. Gilgamesh and the Land of the Living) была опубликована шумерологом Сэмюэлом Крамером в 1947 году. Основой для неё послужили 14 клинописных таблиц и фрагментов. На русский язык поэма была переведена Вероникой Афанасьевой и опубликована в составе сборника «От начала начал. Антология шумерской поэзии» в 1997 году.